# Raïssa Strutxkova
Raïssa Strutxkova   (Moscou, 5 d'octubre de 1925 - Moscou, 2 de maig de 2005) va ser una ballarina russa i artista popular de l'URSS.

## Biografia
Strutxkova va néixer el 5 d'octubre de 1925 a Moscou filla d'un treballador de la fàbrica. Va estudiar a l'Escola de Ballet de Moscou, la seva professora era Ielizaveta Guerdt. El 1944, es va graduar a l'escola de Ballet Bolshoi i es va convertir en el seu membre el mateix any. Dos anys més tard, va aparèixer en una obra anomenada La fille mal gardée, on va interpretar el paper de Lise, que es va convertir en el seu primer paper principal. Tot i que els anteriors ballarins, a partir del 1945, feia La Ventafocs, la va perfeccionar el 1947 sent la mateixa Ventafocs. A diferència d'altres famoses ballarines de ballet d'aleshores com Galina Ulànova i Maia Plissétskaia es va convertir en una estrella internacional, però el paper de la Ventafocs va fer-la famosa a tot el país. El 1949 va actuar com Dawn a Coppélia i el mateix any va fer un paper de Parasha en El cavaller de bronze. Al llarg de la seva carrera, va ballar com a protagonista en obres com Giselle, Don Quixot, El llac dels cignes, La Bella Dorment, El Trencanous i moltes altres.
Més tard, es va convertir en professora de ballet el 1962 a l'Institut Teatral Estatal de les Arts i el 1978 es va convertir en entrenadora de ballet al Bolxoi. Va ser fundadora de la revista Ballet i hi va treballar com a editora des del 1981 fins al 1995.
Va morir a Moscou el 2 de maig de 2005 a l'edat de 79 anys.